# Musalpur
Musalpur (o Machalpur, Mussalpur, Mushalpur, Masalpur) è una località dell'India, capoluogo del distretto di Baksa, nello stato federato dell'Assam. Si trova a 48 chilometri da Nalbari.

## Geografia fisica
La città è situata a 26° 39' 45 N e 91° 25' 41 E.